# Championnat d'Islande de football 2023
Navigation
Besta deild 2022 Besta deild 2024
La saison 2023 de Besta deild est la 112e édition de la première division de football d'Islande, qui constitue le premier échelon national islandais et oppose 12 clubs professionnels, à savoir les dix premiers de la saison 2022, ainsi que les deux premiers de la deuxième division islandaise de 2022.
Ce championnat comprend vingt-deux journées, les clubs s'affrontant deux fois en matches aller-retour. Breiðablik Kópavogur défend son titre.
La compétition est remportée par le Víkingur Reykjavik qui est sacré pour la septième fois de son histoire. L'attaquant de l'Ungmennafélagið Stjarnan , Emil Atlason,  termine meilleur buteur du championnat avec 17 buts inscrits.

## Les 12 clubs participants
| \| Reykjavik: · Breiðablik · FH · Fram · Grótta · KR · Stjarnan · Valur Reykjavik · Víkingur · Fylkir · HK Kópavogur Reykjavik KA Akureyri ÍBK Keflavík ÍB Vestmannaeyja \| Localisation des clubs islandais. |
| Reykjavik: · Breiðablik · FH · Fram · Grótta · KR · Stjarnan · Valur Reykjavik · Víkingur · Fylkir · HK Kópavogur Reykjavik KA Akureyri ÍBK Keflavík ÍB Vestmannaeyja                                         |

La majorité des clubs disputant le championnat sont basés dans l'agglomération de la capitale Reykjavik.
Liste des clubs de Besta deild 2022
| Équipe                   | Ville          | Stade            | Capacité | Fondation |
| ------------------------ | -------------- | ---------------- | -------- | --------- |
| KA Akureyri              | Akureyri       | Akureyrarvöllur  | 1 645    | 1928      |
| Breiðablik Kópavogur     | Kópavogur      | Kópavogsvöllur   | 3 500    | 1950      |
| FH Hafnarfjörður         | Hafnarfjörður  | Kaplakrikavöllur | 5 501    | 1929      |
| Fram Reykjavik           | Reykjavík      | Framvöllur       | 370      | 1908      |
| ÍBK Keflavík             | Keflavík       | Keflavíkurvöllur | 4 957    | 1956      |
| HK Kópavogur             | Kópavogur      | Kórinn           | 1 452    | 1969      |
| Fylkir Reykjavík         | Reykjavik      | Fylkisvöllur     | 2 872    | 1967      |
| Ungmennafélagið Stjarnan | Garðabær       | Stjörnuvöllur    | 1 292    | 1960      |
| KR Reykjavik             | Reykjavik      | Meistaravellir   | 2 781    | 1899      |
| Valur Reykjavik          | Reykjavik      | Hlíðarendi       | 3 000    | 1911      |
| Víkingur Reykjavik       | Reykjavik      | Víkingsvöllur    | 1 449    | 1908      |
| ÍBV Vestmannaeyjar       | Vestmannaeyjar | Hásteinsvöllur   | 2 834    | 1903      |

## Compétition

### Règlement
La distribution des points se fait tel que suit :
- 3 points en cas de victoire
- 1 point en cas de match nul
- 0 point en cas de défaite

En cas d'égalité, les équipes sont départagées selon les critères suivants dans cet ordre :
- Différence de buts générale
- Nombre de buts marqués
- Fair-play

### Classement
| Rang | Équipe                   | Pts | J  | G  | N | P  | Bp | Bc | Diff |
| ---- | ------------------------ | --- | -- | -- | - | -- | -- | -- | ---- |
| 1    | Víkingur Reykjavik       | 59  | 22 | 19 | 2 | 1  | 65 | 20 | +45  |
| 2    | Valur Reykjavik          | 45  | 22 | 14 | 3 | 5  | 53 | 25 | +28  |
| 3    | Breiðablik KópavogurT    | 35  | 22 | 11 | 4 | 6  | 44 | 36 | +8   |
| 4    | Ungmennafélagið Stjarnan | 34  | 22 | 10 | 4 | 8  | 45 | 25 | +20  |
| 5    | FH Hafnarfjörður         | 34  | 22 | 10 | 4 | 8  | 41 | 44 | -3   |
| 6    | KR Reykjavik             | 32  | 22 | 9  | 5 | 8  | 30 | 37 | -7   |
| 7    | KA Akureyri              | 29  | 22 | 8  | 5 | 9  | 31 | 39 | -8   |
| 8    | HK Kópavogur P           | 25  | 22 | 6  | 7 | 9  | 37 | 48 | -11  |
| 9    | Fylkir Reykjavík P       | 21  | 22 | 5  | 6 | 11 | 28 | 45 | -17  |
| 10   | Fram Reykjavik           | 19  | 22 | 5  | 4 | 13 | 33 | 47 | -14  |
| 11   | ÍBV Vestmannaeyjar       | 19  | 22 | 5  | 4 | 13 | 24 | 43 | -19  |
| 12   | ÍBK Keflavík             | 12  | 22 | 1  | 9 | 12 | 20 | 42 | -22  |

|  | Qualification pour les barrages de championnat     |
|  | Qualification pour les barrages de qualification   |
|  | T : Tenant du titre P : Promu de deuxième division |

### Résultats
| Résultats (▼dom., ►ext.)                                   | AKU | BRE | HAF | FRA | FYL | IBK | KOP | VES | KRR | STI | VAL | VIK |
| KA Akureyri                                                |     | 1-1 | 4-2 | 4-2 | 2-1 | 0-0 | 1-1 | 3-0 | 1-1 | 2-1 | 0-4 | 0-4 |
| Breiðablik Kópavogur                                       | 2-0 |     | 0-2 | 5-4 | 5-1 | 2-1 | 3-4 | 3-1 | 3-4 | 1-1 | 1-0 | 2-2 |
| FH Hafnarfjörður                                           | 0-3 | 2-2 |     | 4-1 | 2-4 | 2-1 | 4-3 | 2-1 | 3-0 | 1-0 | 3-2 | 1-3 |
| Fram Reykjavik                                             | 2-1 | 0-1 | 2-2 |     | 1-1 | 4-1 | 3-2 | 3-1 | 1-2 | 2-1 | 1-3 | 2-3 |
| Fylkir Reykjavík                                           | 1-1 | 1-2 | 4-2 | 3-1 |     | 1-2 | 0-0 | 1-2 | 3-3 | 0-4 | 1-6 | 1-3 |
| ÍBK Keflavík                                               | 3-4 | 0-0 | 2-3 | 0-0 | 1-1 |     | 0-2 | 1-3 | 0-2 | 1-1 | 1-1 | 3-3 |
| HK Kópavogur                                               | 1-2 | 5-2 | 2-2 | 1-1 | 1-0 | 3-1 |     | 2-2 | 1-1 | 1-1 | 0-5 | 1-2 |
| ÍBV Vestmannaeyjar                                         | 2-0 | 2-1 | 2-3 | 1-0 | 0-1 | 1-1 | 3-0 |     | 2-2 | 0-2 | 0-3 | 0-1 |
| KR Reykjavik                                               | 1-1 | 0-1 | 1-0 | 3-2 | 2-0 | 2-0 | 0-1 | 1-1 |     | 1-0 | 0-4 | 1-2 |
| Ungmennafélagið Stjarnan                                   | 4-0 | 0-2 | 5-0 | 4-0 | 2-2 | 3-0 | 5-4 | 4-0 | 3-1 |     | 2-0 | 0-2 |
| Valur Reykjavik                                            | 4-2 | 0-2 | 1-1 | 1-0 | 2-1 | 0-0 | 4-1 | 2-1 | 5-0 | 3-2 |     | 0-4 |
| Víkingur Reykjavik                                         | 1-0 | 5-3 | 2-0 | 3-1 | 2-0 | 4-1 | 6-1 | 6-0 | 3-0 | 2-0 | 2-3 |     |
| - Victoire à domicile - Match nul - Victoire à l'extérieur |     |     |     |     |     |     |     |     |     |     |     |     |

### Poule championnat
Les six premiers de la saison régulière se retrouvent dans une poule pour déterminer le champion, les équipes emportent les points acquis lors de la première phase. Le premier est déclaré champion d'Islande, les deux équipes suivantes, outre le vainqueur de la Coupe, sont qualifiées pour la Ligue Europa Conférence.
| Rang | Équipe                   | Pts | J  | G  | N | P  | Bp | Bc | Diff |
| ---- | ------------------------ | --- | -- | -- | - | -- | -- | -- | ---- |
| 1    | Víkingur Reykjavik C     | 66  | 27 | 21 | 3 | 3  | 76 | 30 | +46  |
| 2    | Valur Reykjavik          | 55  | 27 | 17 | 4 | 6  | 65 | 34 | +31  |
| 3    | Ungmennafélagið Stjarnan | 46  | 27 | 14 | 4 | 9  | 55 | 30 | +25  |
| 4    | Breiðablik KópavogurT    | 41  | 27 | 12 | 5 | 10 | 52 | 49 | +3   |
| 5    | FH Hafnarfjörður         | 40  | 27 | 12 | 4 | 11 | 49 | 54 | -5   |
| 6    | KR Reykjavik             | 37  | 27 | 10 | 7 | 10 | 38 | 48 | -10  |

|  | Qualification pour la Ligue des champions de l'UEFA 2024-2025                                    |
|  | Qualification pour la Ligue Conférence 2024-2025                                                 |
|  | T : Tenant du titre C : Vainqueur de la Coupe d'Islande 2023 P : Club promu de deuxième division |

#### Matchs
| Résultats (▼dom., ►ext.) | BRE | HAF | KRR | STI | VAL | VIK |
| Breiðablik Kópavogur     |     | 0-2 |     | 0-2 |     | 3-1 |
| FH Hafnarfjörður         |     |     | 3-1 | 1-3 |     |     |
| KR Reykjavik             | 4-3 |     |     |     | 1-1 |     |
| Ungmennafélagið Stjarnan |     |     | 2-0 |     |     | 3-1 |
| Valur Reykjavik          | 4-2 | 4-1 |     | 2-0 |     |     |
| Víkingur Reykjavik       |     | 2-1 | 2-2 |     | 5-1 |     |

### Poule relégation
Les six derniers de la saison régulière se retrouvent dans une poule en emportant les points acquis lors de la première phase. Les deux dernières équipesr est relégué en deuxième division.
| Rang | Équipe             | Pts | J  | G  | N  | P  | Bp | Bc | Diff |
| ---- | ------------------ | --- | -- | -- | -- | -- | -- | -- | ---- |
| 1    | KA Akureyri        | 41  | 27 | 12 | 5  | 10 | 42 | 45 | -3   |
| 2    | Fylkir Reykjavík P | 29  | 27 | 7  | 8  | 12 | 42 | 55 | -13  |
| 3    | HK Kópavogur P     | 27  | 27 | 6  | 9  | 12 | 41 | 55 | -14  |
| 4    | Fram Reykjavik     | 27  | 27 | 7  | 6  | 14 | 41 | 56 | -15  |
| 5    | ÍBV Vestmannaeyjar | 25  | 27 | 6  | 7  | 14 | 31 | 50 | -19  |
| 6    | ÍBK Keflavík       | 16  | 27 | 2  | 10 | 15 | 27 | 54 | -27  |

|  | Relégation directe en deuxième division                                                                       |
|  | T : Tenant du titre L : Vainqueur de la Coupe de la Ligue islandaise 2023 P : Club promu de deuxième division |

#### Matchs
| Résultats (▼dom., ►ext.) | AKU | FAR | FYL | KOP | IBK | IBV |
| KA Akureyri              |     |     |     | 1-0 | 4-2 | 2-1 |
| Fram Reykjavik           | 1-0 |     |     |     | 2-1 |     |
| Fylkir Reykjavík         | 2-4 | 5-1 |     |     |     | 2-2 |
| HK Kópavogur             |     | 1-1 | 2-2 |     |     | 0-1 |
| ÍBK Keflavík             |     |     | 1-3 | 2-1 |     |     |
| ÍBV Vestmannaeyjar       |     | 2-2 |     |     | 1-1 |     |

## Bilan de la saison
| Championnat d'Islande de football 2023                             |                               |
| Champion                                                           | Víkingur Reykjavik (7e titre) |
| Coupes et trophées                                                 |                               |
| Vainqueur de la Coupe d'Islande 2023                               | Víkingur Reykjavik            |
| Vainqueur de la Coupe de la Ligue islandaise                       | Valur Reykjavik               |
| Vainqueur de la Supercoupe d'Islande                               | Breiðablik Kópavogur          |
| Qualifications continentales                                       |                               |
| Ligue des champions de l'UEFA 2024-2025                            | Víkingur Reykjavik            |
| Ligue Conférence 2024-2025                                         | Valur Reykjavik               |
| Ligue Conférence 2024-2025                                         | Ungmennafélagið Stjarnan      |
| Ligue Conférence 2024-2025                                         | Breiðablik Kópavogur          |
| Promotions et relégations                                          |                               |
| Promus en Championnat d'Islande de football                        | ÍA Akranes                    |
| Promus en Championnat d'Islande de football                        | Knattspyrnudeild Vestra       |
| Relégués en Championnat d'Islande de football de deuxième division | ÍBV Vestmannaeyjar            |
| Relégués en Championnat d'Islande de football de deuxième division | ÍBK Keflavík                  |